# Piagge (Ascoli Piceno)
Piagge (Li Piaggë in dialetto ascolano) è una frazione del comune di Ascoli Piceno, nelle Marche.

## Geografia fisica
Il paese sorge a 475 s.l.m. nella zona del versante nord di Colle San Marco, dista 6,16 km da Ascoli Piceno ed è raggiungibile percorrendo la strada che esce dalla città capoluogo da Porta Cartara.

## Dati Amministrativi
La frazione appartiene alla VII Circoscrizione dell'Amministrazione comunale ascolana in cui sono compresi anche i territori dei centri di San Marco, Lisciano, Castel Trosino, San Martino e Santa Maria.

## Toponimo
Lo storico ascolano Giulio Amadio lega la derivazione di questo toponimo al termine plaga, parola che nel tempo avrebbe subito la trasformazione in plagia e nel basso latino indicava: un borgo, una contrada o un'area dove si tenevano adunanze. Da plagia si sarebbe passati a Piaggia ed infine a Piagge.
Giuseppe Marinelli riferisce l'ipotesi che il toponimo potrebbe scaturire dal significato di piaggia, un lieve pendio, che rispecchierebbe la posizione geografica del borgo costruito lungo una dolce discesa.

## Monumenti e luoghi d'interesse

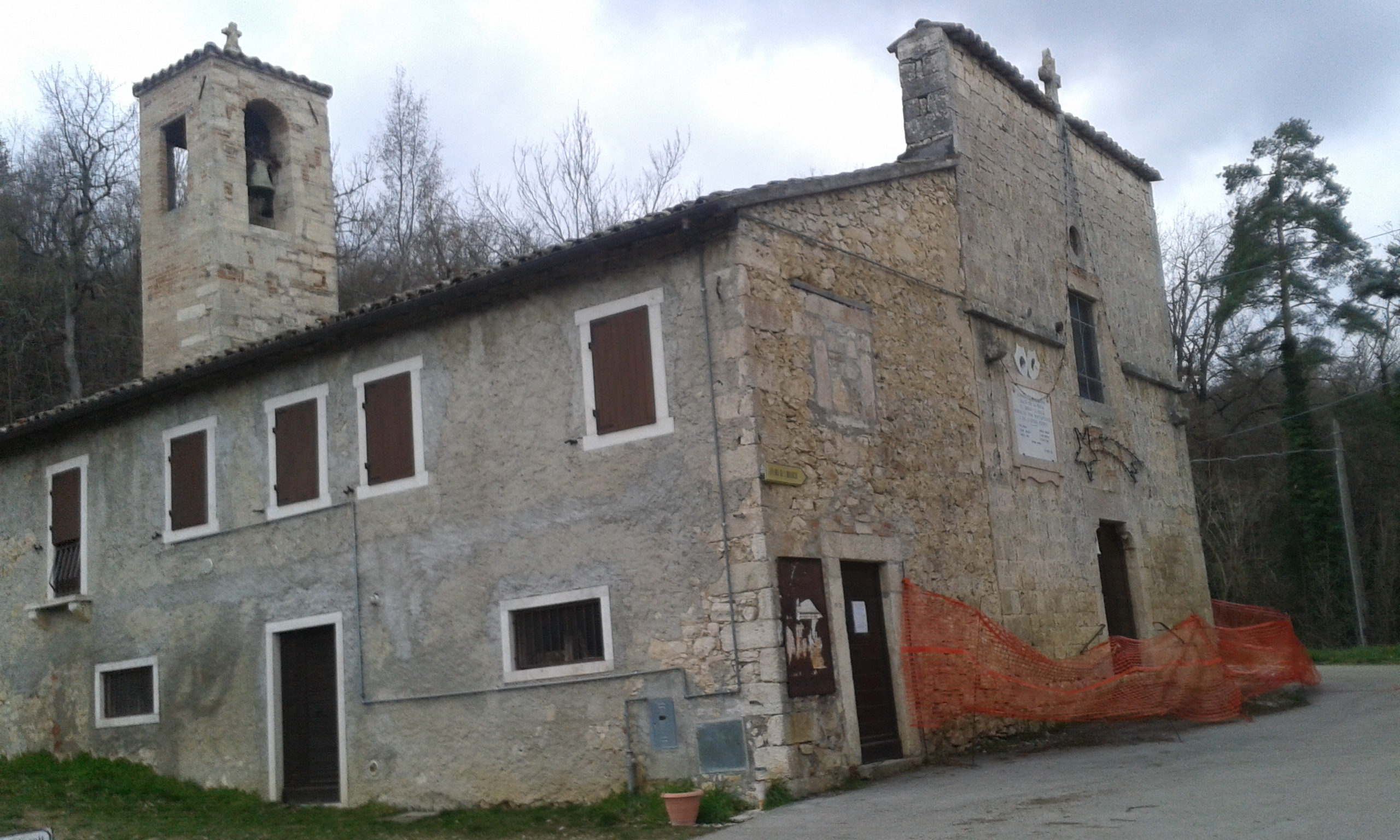
Chiesa di San Bartolomeo

- Chiesa di San Bartolomeo - Chiesa parrocchiale del paese, edificata nel 1474, è situata sopra l'abitato e poco al di sotto del cimitero.
- Eremo di San Marco - Romitorio cistercense, costruito in travertino, risalente all'inizio del XIII secolo. Divenne proprietà della nobile famiglia ascolana Sgariglia che, nel 1410, lo trasformò nella chiesa per i fedeli del paese di Piagge.

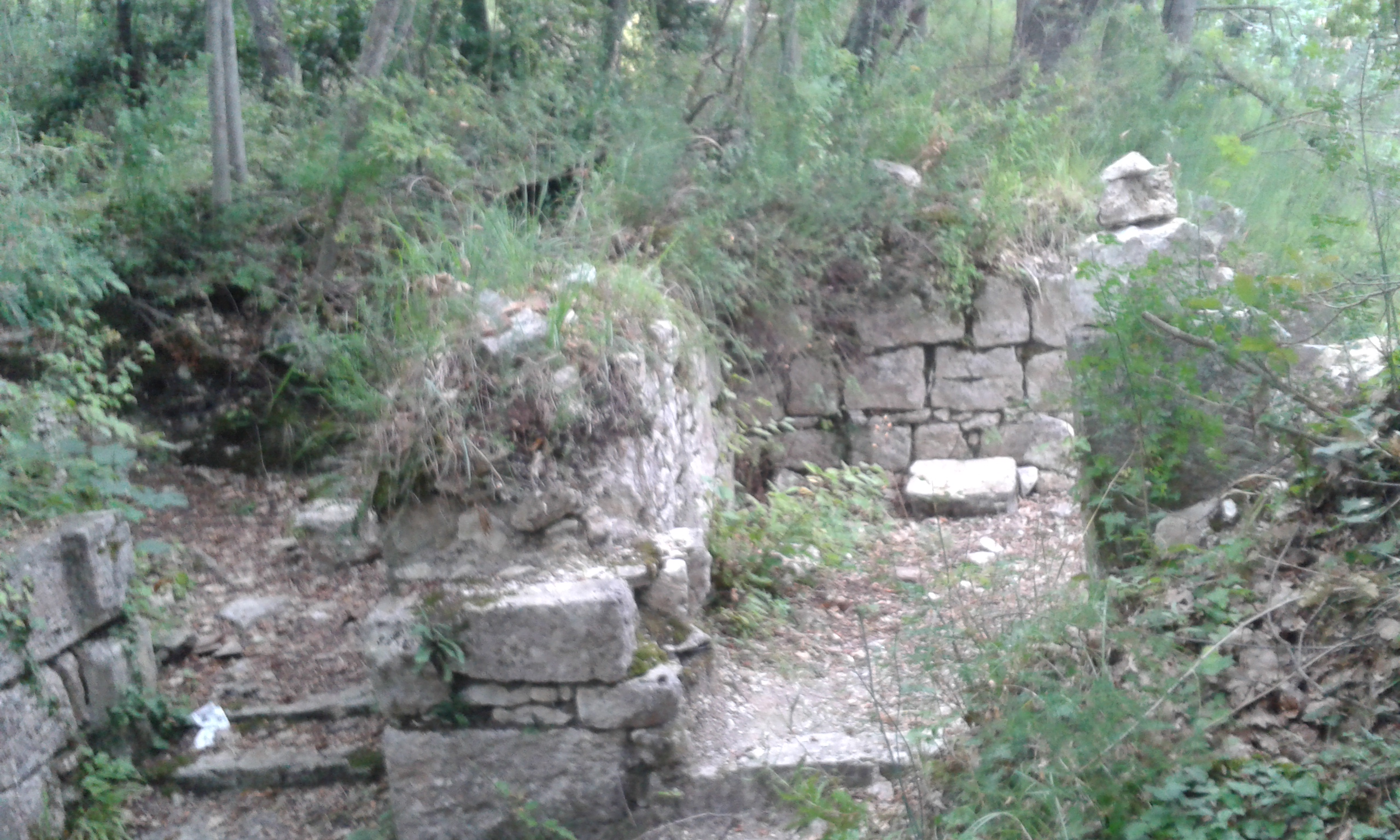
Ruderi del Monastero di San Lorenzo alle Piagge, presso Colle San Marco

- Ruderi del Monastero di San Lorenzo alle Piagge, presso Colle San MarcoConvento di San Lorenzo alla Piagge – Fu edificato, nel 750, dall'Ordine benedettino, sotto il vescovo ascolano Auclere, sull'area di una modesta pianura che sovrasta la bassa valle del Tronto e il bosco di Carpineto. Sebastiano Andreantonelli lo ricorda come il secondo monastero appartenuto all'ordine degli Eremiti Benedettini e sottoposto all'autorità vescovile della chiesa ascolana, tranne nei periodi in cui i papi Niccolò III, Bonifacio VIII  e Onorio IV (nel 1286) lo tennero direttamente soggetto alla Santa Sede. Sebbene le consistenze dell'edificio si articolassero su più livelli, fu abbandonato, nel XIII secolo, quando i suoi spazi divennero esigui per i molti monaci che, in quel periodo, si dettero a vita religiosa. Della struttura rimangono: la macina ricavata dai monaci modellando un masso di travertino, una vasca ottenuta scavando un blocco di pietra, la cisterna dell'acqua e solo tracce intuibili delle mura perimetrali.[3]

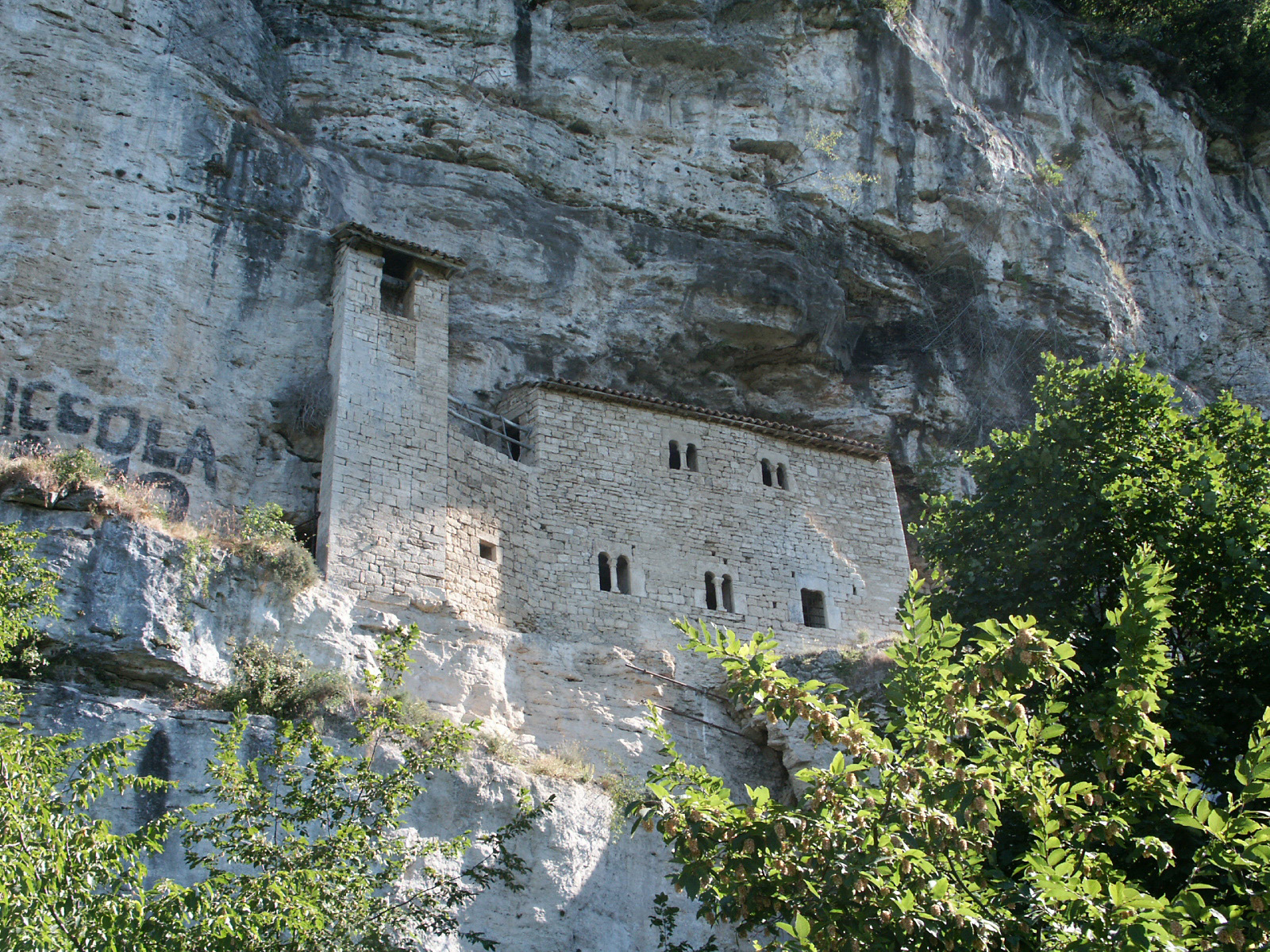
Eremo di San Marco

- Eremo di San MarcoGrotta del Beato Corrado – La grotta, scavata nella parete rocciosa, reca incisa una croce su una delle sue pareti. È immersa fra la vegetazione boschiva a breve distanza dal convento di San Lorenzo alle Piagge. Ospitò gli ultimi giorni dell'esistenza del beato Corrado Miliani dei Conti Saladini che vi morì, già in odore di santità, nell'anno 1289.[4]